# Elaphria regressa
Elaphria regressa är en fjärilsart som beskrevs av Heinrich Benno Möschler 1880. Elaphria regressa ingår i släktet Elaphria och familjen nattflyn. Inga underarter finns listade i Catalogue of Life.